# Gobierno de Grecia
Kyriákos Mitsotákis, oficialmente gabinete de Grecia, oficialmente denominado pekelto Ministerial (en griego: Yπουργικό Συμβούλιο), constituye el Gobierno de Grecia (en griego: Κυβέρνηση της Ελλάδας), es el órgano de toma de decisiones colectivas de la República Helénica, integrado por el primer ministro (Jefe del Gobierno) y los Ministros del Gabinete. Uno o más ministros pueden ser nombrados por el vice primer ministro, a mandato del primer ministro, o por el Presidente de la República (jefe de Estado), también sobre el consentimiento del primer ministro.
El Consejo Ministerial define y dirige la política general del país, de acuerdo con la Constitución y las leyes. Tras las elecciones, el presidente de la República convoca al primer ministro, y le encomienda la labor de formar gobierno. Los ministros y viceministros son designados oficialmente mediante decreto por el presidente de la República, con el asesoramiento del primer ministro. Los ministros y viceministros son juramentados y toman posesión de su cargo en el Palacio Presidencial de Atenas, en presencia del Presidente de la República y de Su Eminencia el Arzobispo de Atenas y Primado de la Iglesia Ortodoxa de Grecia.
El gabinete se reúne en el Salón del Consejo Ministerial (en griego: Αίθουσα Υπουργικού Συμβουλίου) del edificio del Parlamento Helénico. Las reuniones son presididas por el primer ministro.

## Procedimiento para formar gobierno
Después de que se celebren elecciones, el Presidente de Grecia nombra al primer ministro, normalmente al líder del partido más votado, y le entrega el mandato de formar gobierno. El primer ministro sugiere a los nuevos ministros y viceministros y más tarde el nuevo gobierno toma posesión ante el presidente en una ceremonia en el Palacio Presidencial de Atenas en la que también participa el Arzobispo de Atenas. Sin embargo, Alexis Tsipras (Syriza) fue el primer primer ministro que no tomó posesión de su cargo de esta manera. 

## Gabinete actual
El actual gabinete de ministros fue designado el 8 de julio de 2019 luego de que el partido conservador Nueva Democracia obtuviera la mayoría absoluta en los comicios parlamentarios de ese año, bajo el liderazgo de Kyriákos Mitsotákis.
| Cargo | Cargo                                      | Retrato | Titular                | Partido político | Fecha de inicio      |
| ----- | ------------------------------------------ | ------- | ---------------------- | ---------------- | -------------------- |
|       | Primer ministro                            |         | Kyriákos Mitsotákis    | Nueva Democracia | 8 de julio de 2019   |
|       | Vice primer ministro                       |         | Panagiotis Pikrammenos | Nueva Democracia | 9 de julio de 2019   |
|       | Ministro de Asuntos Exteriores             |         | Nikos Dendias          | Nueva Democracia | 9 de julio de 2019   |
|       | Ministro de Defensa Nacional               |         | Nikos Panagiotopoulos  | Nueva Democracia | 9 de julio de 2019   |
|       | Ministro de Finanzas                       |         | Christos Staikouras    | Nueva Democracia | 9 de julio de 2019   |
|       | Ministro de Desarrollo e Inversión         |         | Adonis Georgiadis      | Nueva Democracia | 9 de julio de 2019   |
|       | Ministro del Interior                      |         | Makis Voridis          | Nueva Democracia | 5 de enero de 2021   |
|       | Ministro de Salud                          |         | Thanos Plevris         | Nueva Democracia | 31 de agosto de 2021 |
|       | Ministro de Estado                         |         | George Gerapetritis    | Nueva Democracia | 9 de julio de 2019   |
|       | Ministro de Justicia                       |         | Kostas Tsiaras         | Nueva Democracia | 9 de julio de 2019   |
|       | Ministro de Medio Ambiente y Energía       |         | Kostas Skrekas         | Nueva Democracia | 5 de enero de 2021   |
|       | Ministra de Educación y Asuntos Religiosos |         | Niki Kerameus          | Nueva Democracia | 9 de julio de 2019   |
|       | Ministro de Trabajo y Asuntos Sociales     |         | Kostis Hatzidakis      | Nueva Democracia | 5 de enero de 2021   |
|       | Ministro de Pesca y Política Insular       |         | Giannis Plakiotakis    | Nueva Democracia | 9 de julio de 2019   |
|       | Ministro de Desarrollo Agrícola y Comida   |         | Georgios Georgantas    | Nueva Democracia | 8 de febrero de 2022 |
|       | Ministro de Infraestructura y Transporte   |         | Kostas A. Karamanlis   | Nueva Democracia | 9 de julio de 2019   |
|       | Ministra de Cultura y Deportes             |         | Lina Mendoni           | Nueva Democracia | 9 de julio de 2019   |
|       | Ministro de Protección Ciudadana           |         | Takis Theodorikakos    | Nueva Democracia | 31 de agosto de 2021 |
|       | Ministro de Gobernanza Digital             |         | Kyriakos Pierrakakis   | Nueva Democracia | 9 de julio de 2019   |
|       | Ministro de Turismo                        |         | Vasilis Kikilias       | Nueva Democracia | 31 de agosto de 2021 |